# Елајџа Брајант
Елајџа Бригхам Брајант (енгл. Elijah Brigham Bryant;  Округ Гвинет, 19. април 1995) амерички је кошаркаш. Игра на позицијама бека и крила, а тренутно наступа за Анадолу Ефес.

## Колеџ
Брајант је похађао Њу Хаптон средњу школу, где је  просечно бележио 13 поена, 4 скокова и 4 асистенције по утакмици и водио своју екипу до финала.
Брајант је започео колеџ каријеру на Елон универзитету који се налази у Северној Каролини, где је просечно бележио 14.2 поена, 4,2 скокова, 2,7 асистенција и 1,3 украдене лопте по утакмици у његовој првој години. Брајант је 28. јула 2015 пребачен са Елон универзитета на универзитет Бригам Јанг, али је преседео на клупи прву сезону због правила о трансферу. Брајант је као студент друге године просечно постизао 11,7 поена, 3,6 скокова и 2,2 асистенције по утакмици. Због повреде колена одиграо је само 23 утакмице. Упркос повреди, Брајант је постигао рекорд каријере од 39 поена на једном мечу, укључујући и седам тројки у победи против Портланда. 
У својој јуниорској години, Брајант је завршио  сезону као други најбољи стрелац конференције западне обале са 18,1 поеном по утакмици, трећи по проценту  слободних бацања (.850), трећи у проценту шута за три поена (.415),четврти у украденим лоптама (1,2), осми у скоковима (6,3) и изједначен за седмо место у "дабл дабл" учинку. Брајант је 18. априла 2018 године, након што је завршио своју јуниорску годину одлучио да започне професионалну каријеру.

## Професионална каријера

### Хапоел Еилат
Након што није изабран на НБА драфту 2018 године, Брајант се придружио Филаделфија севентисиксерсима за НБА летњу лигу 2018. У августу 2018, Брајант започиње своју професионалну каријеру у Хапоел Еилату у израелској Премијер лиги, потписавши једногодишњи уговор. Брајант је 29. октобра 2018. забележио сезонски рекорд  од 31 поена, шутирајући 11 од 20 из игре, уз седам скокова у победи над Бнеи Херцлијом од 81:75. Брајант је 4. децембра 2018. добио награду за најбољег играча месеца новембра, пошто је просечно бележио 20,5 поена, 8,3 скока и 2 украдене лопте на четири одигране утакмице у овом месецу. Брајант је помогао Хапоел Елиату да стигне до фајнал-фора израелског првенства, где су на крају изгубили од Макаби Тел Авива. На 36 одиграних бележио је просечно 17,5 поена по утакмици.

### Макаби Тел Авив
Брајант се 1. јула 2019. придружио Милвоки баксима за НБА летњу лигу 2019. године, где је просечно бележио 14.2 поена, 4.0 скокова и 3.2 асистенције по утакмици.
Брајант је 23. јула 2019. потписао двогодишњи уговор са Макабијем из Тел Авива. Брајант је 5. фебруара 2020. забележио свој евролигашки рекорд каријере са 21 постигнутим  поеном,  шутирао је 9 од 19 из игре, уз шест скокова и четири асистенције, предводећи Макаби до победе над Химкијем од 80:77. Брајант 10. маја 2021. напустио Макаби Тел Авив како би отишао у НБА лигу.

### Милвоки бакси
Брајант је 13. маја 2021. потписао уговор са Милвоки баксима који наступају у НБА лиги. У својој првој и јединој утакмици регуларног дела НБА лиге, Брајант је постигао 16 поена против Чикаго булса 16. маја 2021. године. Брајант је освојио НБА шампионат када су Бакси победили Финикс сансе у шест утакмица финала НБА лиге 2021. Одиграо је 11 утакмица током плеј-офа. У тих 11 утакмица плеј-офа просечно је бележио 1,3 поена, 1,1 скок за 4,5 минута по утакмици. Милвоки бакси су га отпустили 26. септембра, али је три дана након тога потписао нови уговор са њима. Милвоки бакси га поново отпуштају 14. октобра.

### Анадолу Ефес
Брајант је 18. октобра 2021. потписао уговор са Анадолу Ефесом из Истанбула. У сезони 2021/22. Анадолу Ефес је успео да на фајнал фору одиграном у Београдској арени одбрани титулу Евролиге, пошто су славили против  Реал Мадрида са 58:57. Овај успех је посебан за Брајанта који је исписао историју, с обзиром на то да је први играч који је успео да у две узастопне сезоне освоји НБА лигу и Евролигу. У јуну 2023. потписао је нови двогодишњи уговор са Анадолу Ефесом.

## Успеси

### Клупски
- Макаби Тел Авив
  - Првенство Израела (1): 2019/20.
  - Лига куп Израела (1): 2020.

- Милвоки бакси
  - НБА лига (1): 2019/20.

- Анадолу Ефес:
  - Евролига (1): 2021/22.
  - Првенство Турске (1): 2022/23.
  - Куп Турске (1): 2022.
  - Суперкуп Турске (1): 2022.

## НБА статистика

### НБА
| Сезона   | Екипа         | ОУ | СУ | МПУ  | ПШ%  | 3П%  | СБ%   | СПУ | АПУ | УПУ | БПУ | ППУ  |
| -------- | ------------- | -- | -- | ---- | ---- | ---- | ----- | --- | --- | --- | --- | ---- |
| 2020/21. | Милвоки бакси | 1  | 0  | 32.0 | .462 | .200 | 1.000 | 6.0 | 3.0 | .0  | 1.0 | 16.0 |
| Каријера | Каријера      | 1  | 0  | 32.0 | .462 | .200 | 1.000 | 6.0 | 3.0 | .0  | 1.0 | 16.0 |

#### Плеј-оф
| Сезона   | Екипа         | ОУ | СУ | МПУ | ПШ%  | 3П%  | СБ% | СПУ | АПУ | УПУ | БПУ | ППУ |
| -------- | ------------- | -- | -- | --- | ---- | ---- | --- | --- | --- | --- | --- | --- |
| 2021.    | Милвоки бакси | 11 | 0  | 4.5 | .350 | .000 | −   | 1.1 | .4  | .2  | .1  | 1.3 |
| Каријера | Каријера      | 11 | 0  | 4.5 | .350 | .000 | −   | 1.1 | .4  | .2  | .1  | 1.3 |

## Приватан живот
Брајант је син Израел Брајанта и Реџиналда Стротера, лекара. Оженио се са Џенел Фрагом у августу 2017. Имају једног сина.